# فمینیسم انتخاب
فمینیسم انتخاب (به انگلیسی: Choice feminism) یک اصطلاح انتقادی برای بیان فمینیسم است که بر آزادی انتخاب زنان تأکید دارد. این گونه عبارات به‌دنبال «غیر قضاوتی» بودن و رسیدن به بیشترین تعداد از هواداران است که از نظر منتقدان، سیاست‌زدایی تلقی می‌شود.
علی‌رغم جنبه فردگرایانه، فمینیسم انتخاب با فمینیسم فردگرا تفاوت دارد، زیرا یک جنبش نیست، و با نئولیبرالیسم و پست‌فمینیسم همراه بوده است.

## ریشه‌ها
لیندا هیرشمن اولین بار از این اصطلاح در اثر خود دست به‌کار: مانیفست برای زنان جهان (۲۰۰۶)، و برای مخالفت با انتخاب آزادانه زنان خانه‌دار استفاده کرد. بحث او حول محور آسیب‌های اجتماعی زنانی بود که آرزوهای شغلی خود را به دلیل ماندن در خانه فدا می‌کنند.
«فمینیسم انتخاب»، باقیمانده پنهان جنبش اصلی، به زنان می‌گوید که انتخاب‌های آن‌ها، انتخاب‌های همه زن‌ها، «انتخاب‌های» محدودی که داشته‌اند، انتخاب‌های خوبی هستند.
مایکل فرگوسن، محقق مطالعات جنسیتی، در مقاله‌اش «فمینیسم انتخاب و ترس از سیاست» استدلال می‌کند که فمینیسم انتخاب در پاسخ به اتهامات علیه فمینیسم که آن‌ها را بیش از حد رادیکال، طردکننده و قضاوت‌کننده می‌داند، پدیدار می‌شود.
فمینیسم انتخاب که به‌عنوان یک جهت‌گیری شناخته می‌شود، سه ویژگی مهم دارد. ۱) آزادی را به‌عنوان ظرفیت انتخاب فردی، و ستم را به‌عنوان ناتوانی در انتخاب می‌داند. در نتیجه، تا زمانی که یک زن می تواند بگوید که کاری را انتخاب کرده است، از نظر فمینیست‌های انتخاب، مظهر رهایی است. ۲) از آنج‌ایی که تنها معیار ارزیابی آزادی زنان، انتخاب فردی است، باید از قضاوت در مورد محتوای انتخاب‌های زنان خودداری کنیم. به‌طور قطع برای یک زن غیر ممکن است که ظلم را انتخاب کند. تمام انتخاب‌هایی که او می‌کند به یک اندازه بیانگر آزادی او هستند و بنابراین باید مورد حمایت قرار گیرند. ۳) این دیدگاه از آزادی توسط یک روایت تاریخی پشتیبانی می‌شود: این جنبش زنان در گذشته است که امکان انتخاب آزادانه را برای زنان در زمان حال فراهم کرده است.
فرگوسن عنوان می‌کند که فردگرایی لیبرال تأثیر بزرگی در فمینیسم انتخاب داشته است. او از امی ریچاردز، جنیفر بامگاردنر، ناومی وولف و ربکا واکر به‌عنوان نمونه‌هایی از فمینیست‌های انتخاب یاد می‌کند.